# The Too-Perfect Saint
«The Too-Perfect Saint: Tossed Aside by My Fiancé and Sold to Another Kingdom» (яп. 完璧すぎて可愛げがないと婚約破棄された聖女は隣国に売られる, Kanpeki Sugite Kawaige ga Nai to Konyaku Haki Sareta Seijo wa Ringoku ni Urareru, Занадто досконала свята: Мій наречений відкинув мене та продав іншому королівству) — серія ранобе, написана Кокі Фуюцукі та проілюстрована Масамі. Серія публікувалася на вебсайті «Shōsetsuka ni Narō», з липня 2020 року по січень 2022 року. Пізніше її придбало видавництво Overlap, яке почало публікувати її під імпринтом Overlap Novels f у квітні 2021 року. Адаптація у форматі манґи, ілюстрована Маґо Аякітою, почала серіалізацію на манґа-сервісі «Comic Gardo» від Overlap у листопаді 2021 року. Адаптація у форматі аніме-телесеріалу, створена студією Troyca, транслювалась з квітня по червень 2025 року.

## Сюжет
Філія є Святою свого королівства Зільтонія та заручена з другим принцом, Юліусом Зільтонією. Однак Юліус продав її сусідньому королівству Парнакорта, яке нещодавно втратило власну Святу. На свій подив, Філія виявляє, що вона надмірно виснажувала себе і що святій насправді не потрібно вирішувати всі проблеми королівства самостійно, хіба що її про це попросять.
Тим часом у Зільтонії країна починає занепадати, оскільки ніхто фактично не виконував належним чином свою роботу, бо Філія брала на себе забагато. Невідворотна загибель наближається до них.

## Персонажі
Філія Аденауер (яп. フィリア・アデナウアー, Firia Adenauā)
Сейю: Юї Ішікава
Надзвичайно компетентна Свята, яка фактично керувала Зільтонією, залагоджуючи всі проблеми. Ніколи не отримувала емоційної підтримки від своїх батьків, Філія є стоїчною, але співчутливою. Завжди працюючи надмірно, Філія ніколи не мала часу на хобі чи вподобання; вона просто механічно їла та спала. Перетворившись на ядро бар'єру для відбиття демонів, Філія проводить свій час, навчаючи наступну Святу Парнакорти.
Міа Аденауер (яп. ミア・アデナウアー, Mia Adenauā)
Сейю: Каеде Хондо
Молодша сестра Філії та менш досвідчена Свята. Вона обожнює свою сестру та ненавидить Юліуса разом зі своїми батьками за те, як погано вони ставилися до Філії. Щоб помститися їм, Міа вдає, що приймає його пропозицію одружитися; це частина її плану змусити першого принца зійти на трон.
Вона бачить жалюгідну сторону Юліуса, коли той боягузливо супроводжує її на екскурсії, яка закінчується нападом демонів.
Освальд Парнакорта (яп. オスヴァルト・パルナコルタ, Osuvaruto Parunakoruta)
Сейю:  Такуя Сато
Другий принц, який захоплюється фермерством. Він намагається подружитися з Філією та допомогти їй розкритися; бачачи, що їй потрібно відчути, що насправді означає жити своїм життям.
Юліус Зільтонія (яп. ユリウス・ジルトニア, Yuriusu Jirutonia)
Сейю: Кохей Амасакі
Другий принц, егоїстичний, дріб'язковий, інфантильний чоловік; навіть не усвідомлюючи, що Філія виконувала більшу частину роботи для всього королівства і що Міа нездатна належним чином її замінити. Він продав Філію, тому що її ліки зцілювали його батька; бажаючи смерті йому та його братові, щоб правити без перешкод. Незабаром після зникнення Філії королівство починає розвалюватися; він не має уявлення, як ним керувати.
Рейгарт Парнакорта (яп. ライハルト・パルナコルタ, Raiharuto Parunakoruta)
Сейю: Шінноске Тачібана
Перший принц і наречений покійної Святої Парнакорти. Він регулярно відвідує її могилу.
Ліна (яп. リーナ, Rīna)
Сейю: Сора Токуї
Покоївка, приставлена до Філії в Парнакорті. Має бойовий досвід з ножами. Ліна дає Філії книги, щоб допомогти їй навчитися спілкуватися з іншими людьми.
Леонардо (яп. レオナルド, Reonarudo)
Сейю: Кен Наріта
Дворецький, приставлений до Філії в Парнакорті. Подібно до Ліни, він шокований тим, що його господиня не має уявлення про належний відпочинок і надмірно виснажувала себе до переїзду в Парнакорту.
Хімарі (яп. ヒマリ)
Сейю: Канна Накамура
Ще одна служниця, приставлена до Філії. Хімарі — ніндзя з чудовими навичками скритності. Філія попросила її доглянути за Мією; в результаті Хімарі допомагає Мії у її планах помсти.

## Медіа

### Ранобе
Написана Кокі Фуюцукі, ранобе The Too-Perfect Saint: Tossed Aside by My Fiancé and Sold to Another Kingdom публікувалася на вебсайті «Shōsetsuka ni Narō», з 18 липня 2020 року по 19 січня 2022 року. Пізніше її придбало видавництво Overlap, яке почало випускати її з ілюстраціями Масамі під своїм імпринтом Overlap Novels f 25 квітня 2021 року. Станом на березень 2025 року було випущено вісім томів. Серія ліцензована в Північній Америці видавництвом Seven Seas Entertainment.
| № | Дата виходу       | ISBN                   |
| - | ----------------- | ---------------------- |
| 1 | 25 квітня 2021    | ISBN 978-4-86554-893-8 |
| 2 | 25 серпня 2021    | ISBN 978-4-86554-986-7 |
| 3 | 25 січня 2022     | ISBN 978-4-8240-0091-0 |
| 4 | 25 березня 2023   | ISBN 978-4-8240-0448-2 |
| 5 | 25 листопада 2023 | ISBN 978-4-8240-0637-0 |
| 6 | 25 червня 2024    | ISBN 978-4-8240-0862-6 |
| 7 | 25 грудня 2024    | ISBN 978-4-8240-1034-6 |
| 8 | 25 березня 2025   | ISBN 978-4-8240-1124-4 |

### Манґа
Адаптація у форматі манґи, ілюстрована Маґо Аякітою, почала серіалізацію на манґа-сервісі «Comic Gardo» від Overlap 5 листопада 2021 року. Розділи манґи зібрано у шість томів танкобон станом на березень 2025 року. Манґа-адаптація також ліцензована в Північній Америці видавництвом Seven Seas Entertainment.
| № | Дата виходу       | ISBN                   |
| - | ----------------- | ---------------------- |
| 1 | 25 лютого 2022    | ISBN 978-4-8240-0122-1 |
| 2 | 25 вересня 2022   | ISBN 978-4-8240-0303-4 |
| 3 | 25 березня 2023   | ISBN 978-4-8240-0456-7 |
| 4 | 25 листопада 2023 | ISBN 978-4-8240-0646-2 |
| 5 | 25 червня 2024    | ISBN 978-4-8240-0875-6 |
| 6 | 25 березня 2025   | ISBN 978-4-8240-1137-4 |

### Аніме
Адаптацію у форматі аніме-телесеріалу було анонсовано під час прямого ефіру «5th Overlap Bunko All-Star Roundup Special» 20 жовтня 2024 року. Його виробництвом займається студія Troyca, режисером виступає Шую Ватанабе, сценарій написав Кейічіро Очі, дизайн персонажів створив Шюхей Ямамото, а музику написав Такаакі Накахаші. Прем'єра серіалу відбулася 10 квітня 2025 року, а завершилась 26 червня 2025 року на телеканалі TV Tokyo та інших мережах. Відкриваючою музичною темою є пісня «Ai toka.» (яп. 愛とか, Щось на кшталт кохання.), у виконанні Riria, а завершальною — «Sister» у виконанні Won. Crunchyroll здійснює потокову трансляцію серіалу. Plus Media Networks Asia ліцензувала серіал у Південно-Східній Азії та транслює його на Aniplus Asia.

#### Серії
| № серії | Назва серії | Режисер(и)                    | Сценарист(и) | Режисер(и) анімації                        | Оригінальна дата показу |
| --- | --- | ----------------------------- | ------------ | ------------------------------------------ | ----------------------- |
| 1 | «Свята, яка ніколи не посміхалася» Транслітерація: «Warawanai Seijo» (яп. 笑わない聖女) | Дзюн Такахаші                 | Кейічіро Очі | Шую Ватанабе & Суйзокуен Асагая            | 10 квітня 2025          |
| У світі, наповненому монстрами, єдиним спасінням людства є Святі — жінки, які володіють святою магією для вигнання чудовиськ і очищення землі. Найвеличніша жива Свята, Філія Аденауер, живе в королівстві Ґіртонія та добре служить своєму народу. На жаль, вона не здатна посміхатися, що викликає у людей дискомфорт. Другою Святою Ґіртонії є Міа, молодша сестра Філії, яка має таку милу посмішку, що її любить усе королівство. Наодинці Філія нещасна. Її сила привабила могутніх ворогів, які заздрять її успіху. Вона також живе зі своїми надмірно критичними батьками, які відкрито віддають перевагу Мії. Кілька років Філія була заручена з принцом Юліусом, зарозумілим і егоїстичним чоловіком. Філія та Міа дуже близькі й обожнюють проводити час разом. Юліус у змові з її батьками розриває їхні заручини, щоб одружитися з Мією. Юліус також таємно продає Філію королівству Парнакорта, чия Свята нещодавно померла. Переповнена горем, але не маючи змоги сперечатися, Філія від'їжджає, не попрощавшись із Мією. Юліус починає плести інтриги, щоб захопити трон Ґіртонії після смерті свого хворого батька. Після довгої подорожі Філію кидають на кордоні та кажуть, що вона повинна пройти решту шляху пішки. На її подив, замість очікуваного рабства, її по-королівськи зустрічає принц Парнакорти. | |                               |              |                                            |                         |
| 2 | «Ласкаво просимо до Парнакорти» Транслітерація: «Yōkoso Parunakoruta e» (яп. ようこそパルナコルタへ) | Мічіта Шіраіші                | Кейічіро Очі | Тецуо Хіракава                             | 17 квітня 2025          |
| У столиці Альмбурзі єпископ Бьорн вітає Філію вечіркою. Другий принц Освальд вибачається за її купівлю, але Парнакорта була у відчаї після смерті Святої Елізабет, і клянеться зробити Філію щасливою так, щоб вона полюбила Парнакорту. Перший принц Райхардт також радий її бачити, хоча Філія впевнена, що вони прагнуть змусити її працювати. Філія здивована, отримавши особняк з дворецьким Леонардо та покоївкою Ліною. Філія дізнається, що напади монстрів почастішали після смерті Елізабет, тому вона прокидається рано, як завжди, чим дивує Леонардо та Ліну, і знищує гніздо монстрів у горах. Ліна та Леонардо супроводжують її для захисту, хоча Філія впевнена, що вони оцінюють її корисність. Насправді вони вражені тим, скільки роботи Філія виконує за один день. Філія збентежена, оскільки її мати та Юліус завжди казали їй, що постійна важка праця — її обов'язок. Ліна та Леонардо роблять висновок, що в Ґіртонії з Філією погано поводилися, оскільки в усіх інших королівствах до Святих ставляться з такою ж повагою, як і до знаті. Незабаром громадяни Парнакорти починають славити ім'я Філії, оскільки монстри зникають, а торговці знову починають торгувати. Міа спустошена відсутністю Філії та клянеться дізнатися, хто винен, оскільки її батько збрехав їй щодо рішення Філії покинути країну. Юліус виявляє, що Філія одноосібно відповідала за знищення всіх монстрів, і без неї його солдати не можуть зупинити їхні повсюдні напади. | |                               |              |                                            |                         |
| 3 | «Наше перше побачення» Транслітерація: «Hajimete no Dēto» (яп. 初めてのデート) | Томіо Ямаучі                  | Такайо Ікамі | Суйзокуен Асагая                           | 24 квітня 2025          |
| Освальд проводить Філію екскурсією Альмбургом, і Філія відчуває, як сильно б'ється її серце. Філія збентежена особистими запитаннями Освальда, оскільки вона ніколи не мала часу на розвиток власних інтересів. Її дослідження приводять її до думки, що Царство Демонів наближається до поверхні. Це сталося 400 років тому, коли вторгся демон Асмодей. Якби не арк-свята Фіанна Есфілл, яка перемогла його, Асмодей знищив би світ. Філія боїться, що її висміють за припущення такого без доказів, тому вона дивується, коли Освальд санкціонує додаткові кошти для армії. Вона пропонує накласти Велике Очисне Коло на Парнакорту, яке послабить монстрів замість того, щоб утримувати їх, дозволяючи військовим їх вбивати. Недоліком є те, що Філії доведеться залишатися в Альмбурзі в центрі кола, що позбавить її можливості працювати. Вона знову дивується, коли Освальд погоджується на це, стверджуючи, що їй все одно потрібен час для відпочинку. Філія хвилюється про Мію, яка самостійно захищає Ґіртонію, тому надсилає їй лист із корисними порадами. Міа відчуває огиду, коли Юліус робить їй пропозицію, і розуміє, що він, мабуть, змовився з її батьками. Вона зволікає з відповіддю на його пропозицію, плануючи змусити його зізнатися у своїй вині. Її батьки перехоплюють лист від Філії та спалюють його, не читаючи. Міа знаходить докази раптового збільшення багатства її батьків і зрештою підтверджує, що Юліус продав Філію іншому королівству. Після підтвердження його вини Міа приймає пропозицію Юліуса, плануючи занурити його в безодню абсолютного відчаю. | |                               |              |                                            |                         |
| 4 | «Довірені почуття» Транслітерація: «Takusu Omoi» (яп. 託す想い) | Масаші Абе                    | Саяка Харада | Масаші Абе                                 | 1 травня 2025           |
| Міа роздумує над тим, щоб надіслати листа Філії, хвилюючись, чи добре з нею поводяться в Парнакорті. Тим часом Філія створює Велике Очисне Коло, вражаючи мешканців. Після завершення кола Філія чує зловісний голос у своїй голові. Пізніше Філія продовжує працювати, виготовляючи ліки, будучи змушеною підтримувати коло. Ліна розуміє, що Філія не має хобі, і знайомить її з любовними романами, які чомусь змушують Філію думати про Освальта. Пізніше Освальд приходить і пояснює, що до її приїзду він і Райхардт сильно посварилися, оскільки Освальд був проти її купівлі за гроші. Потім він раптово питає, чи не зацікавлена Філія стати наставницею. Через кілька днів приходить лист від Мії, і Філія робить висновок, що Міа не отримала її листа, який, імовірно, знищили їхні батьки. Леонардо викликає Хімарі, ніндзя, яка таємно охороняє Філію. Хімарі обіцяє доставляти листи Філії безпосередньо Мії. У Ґіртонії Хімарі легко відриває Мію від її некомпетентних охоронців і передає їй листа Філії. Міа надзвичайно рада, що Філію люблять у Парнакорті, але її турбує зміст листа. Міа знає, що не володіє навичками, щоб створити власне Велике Очисне Коло, а перетворити армію Ґіртонії на ефективну бойову силу буде неможливо, поки Юліус при владі. Хімарі пропонує викрасти її до Парнакорти, щоб вона була поруч із Філією. Міа спокушається цією ідеєю, вважаючи, що королівство Ґіртонія заслуговує на те, щоб його покинули після всього, що всі зробили з Філією.                                                                                               | |                               |              |                                            |                         |
| 5 | «Золота фрезія» Транслітерація: «Kiiro no Furījia» (яп. 黄色のフリージア) | Такума Сузукі                 | Кейічіро Очі | Хікару Такеучі & Кодзі Йосікава            | 8 травня 2025           |
| Філія стає наставницею Ґрейс Маттілас, недосвідченої Святої королівства Болмерн, і починає навчати її Великому Очисному Колу, що вимагає вільного володіння стародавньою мовою та здатності сприймати ману, що міститься в природі. Ґрейс показує книгу про святість, написану Філією, чим її дивує, оскільки її мати та Юліус наказали спалити більшість примірників. Філія намагається наслідувати свою власну наставницю Гільдеґард, її тітку по батьківській лінії та попередню Святу Ґіртонії. Згадуючи своє суворе навчання, Філія розуміє, що Гільдеґард навмисно зробила її психічно стійкою, щоб вона вижила поряд з Юліусом та її батьками, яких Гільдеґард зневажала. Філія починає читати любовні романи Ліни, але їй важко їх зрозуміти. Ґрейс просить відвідати могилу Елізабет, оскільки вони були двоюрідними сестрами і любили одна одну. Там вони зустрічають Райхардта, який регулярно відвідує могилу. Філії важко зрозуміти таке глибоке кохання, коли вона жодного разу не намагалася закохатися в іншу людину. Освальд зізнається Філії, що не зацікавлений у тому, щоб стати королем, тому він зайнявся садівництвом, щоб ніхто не сприймав його серйозно як потенційного спадкоємця. Це також приносить йому радість, коли він віддає вирощене людям, які цього потребують. Філія розуміє, що їй також подобається робити людей щасливими. Райхардт отримує листа від Юліуса з вимогою повернути Філію до Ґіртонії. | |                               |              |                                            |                         |
| 6 | «Розум і емоції» Транслітерація: «Risei to Kanjō» (яп. 理性と感情) | Дзюн Такахаші & Мінорі Мізуно | Такайо Ікамі | Суйзокуен Асагая                           | 15 травня 2025          |
| Міа, яка відмовилася тікати з Хімарі, радить Юліусу щодо стратегій, але її ігнорують. Батько Юліуса, король, настільки розлючений, що встає з ліжка, щоб накричати на Юліуса, але знову захворює. Міа робить висновок, що Юліус продав Філію спеціально, щоб вона не доглядала короля, щоб той швидше помер і Юліус міг стати королем. Скориставшись його его, Міа запрошує Юліуса на одне зі своїх патрулювань, і він, природно, панікує, коли нападають монстри. Після викриття його боягузтва він вирішує вимагати повернення Філії з Парнакорти. Екзорцистка Ерза Нотіс з церкви Крему та її демон-фамільяр Маммон розслідують ослаблення печатки, що запобігає поверненню Асмодея. Демон вселяється в ненавмисного маркіза Пірза і показує Юліусу перстень, що містить магію Фіанни, захований під церквою, і підбурює Юліуса захотіти його, щоб перевершити Філію. Освальд відмовляється повернути Філію, але пропонує надіслати лицарів для допомоги Мії. На прохання Мії Філія через Хімарі надсилає покращений рецепт ліків, сподіваючись, що він назавжди вилікує короля. Міа планує врятувати Ґіртонію як Свята, одночасно помстившись, викривши злочини Юліуса та вигнавши його. З цією метою вона вирішує організувати вирішення політичних проблем Ґіртонії Фернандом, старшим братом Юліуса, який місяцями перебував ув'язненим у своїй кімнаті охоронцями Юліуса. | |                               |              |                                            |                         |
| 7 | «Ув'язнений принц» Транслітерація: «Tozasareta Ōji» (яп. 閉ざされた王子) | Мічіта Шіраіші                | Саяка Харада | Хіроші Міта                                | 22 травня 2025}         |
| Оскільки багато солдатів віддані Фернанду, а не Юліусу, Міа може поговорити з Фернандом за допомогою капітана своєї особистої гвардії, П'єра. П'єр розповідає, що Фернанд так довго перебував в ізоляції, що досі не покинув свою кімнату і захворів. Міа виявляє, що Фернанд змирився з тим, що Юліус незабаром його вб'є. Міа вирішує, що для порятунку Фернанда вона повинна спочатку вилікувати його хворобу, але Фернанд відмовляється від усіх ліків, оскільки покращення його здоров'я може змусити Юліуса вбити його ще раніше, щоб уникнути суперечки про спадщину. Філію запрошують зустрітися з батьком Освальда, королем Айґельштайном, який настільки вдячний за її важку працю, що дозволяє відправити лицарів Парнакорти на допомогу Мії, що приносить Філії величезне полегшення. Вона розповідає, що розробила план, який має врятувати не тільки Парнакорту та Ґіртонію, а й інші сусідні королівства. Запозичивши магію у Ґрейс та сестер Ґрейс, які також є кандидатками в Святі, Філія вважає, що вона могла б створити Велике Очисне Коло над усім континентом. Міа продовжує відвідувати Фернанда і зазначає, що він гірший за невдаху, оскільки ті, хто зазнав невдачі, принаймні мали сміливість спробувати спочатку, тоді як Фернанд лише сидить у своєму ліжку, жаліючи себе. Усвідомивши, що вона права, Фернанд вирішує нарешті щось зробити, почавши з того, що встане з ліжка. | |                               |              |                                            |                         |
| 8 | «З тобою, хто дав мені сміливість» Транслітерація: «Yuuki o Kureta Anata to» (яп. 勇気をくれたあなたと) | Хаято Сакаї                   | Кейічіро Очі | Хаято Сакаї                                | 29 травня 2025          |
| Міа в захваті, коли її тітка Гільдеґард виходить з відставки, щоб допомогти їй. Демон нападає на Філію, але його вбиває Ерза. Вона відкриває Філії, що Асмодей полюватиме на неї як на найсильнішу святу. Фернанд відвідує зустріч знаті та доводить, що він кращий політик, виставляючи Юліуса некомпетентним. Юліус втрачає самовладання, оголошує Філію зрадницею і наказує позбавити родину Аденауерів їхнього багатства. Фернанд відкриває Мії, що він навмисно спровокував Юліуса, який обов'язково зробить щось дурне. Батьки Мії благають Юліуса про милість, тому він змушує їх допомогти йому. Ґрейс переконує своїх сестер Емілі, Джейн та Аманду допомогти Філії з континентальним колом. За наказом Юліуса батьки Мії влаштовують пишний прийом для знаті Ґіртонії. Син маркіза Пірза зраджує його і розкриває важливу інформацію Мії. Гільдеґард несподівано пропонує удочерити Мію, оскільки її батьки будуть розорені після викриття Юліуса. Міа вагається, але Гільдеґард відкриває шокуючу правду: Філія насправді її біологічна дочка, отже, кузина Мії. Батьки Мії вкрали її, щоб приховати той факт, що вони не змогли зачати власних дітей. Згодом вони зачали Мію, але щоб зберегти свою репутацію, вони обмовили репутацію Гільдеґард, тому ніхто не вірив їй, коли вона стверджувала, що Філія — її дитина. Міа відпускає будь-яку любов, що залишилася до батьків, і погоджується на удочеріння. | |                               |              |                                            |                         |
| 9 | «Роздоріжжя долі» Транслітерація: «Unmei no Wakaremichi» (яп. 運命の分かれ道) | Масаші Абе                    | Такайо Ікамі | Масаші Абе                                 | 5 червня 2025           |
| Філія дізнається, що лицарям Парнакорти Юліус відмовив у в'їзді до Ґіртонії. Філія розраховує, що Ґіртонія впаде за 4 дні. Ерза відкриває, що Церква Крему вірить у безперервне перевтілення душ, і існує ймовірність, що Філія є реінкарнацією Святої Фіанни. Також можливо, що Асмодей насправді закохався у Фіанну і планує змусити Філію закохатися в нього. Освальд запрошує Філію на вечерю після того, як криза з Асмодеєм закінчиться. На вечірці у батьків Мії Фернанд виголошує промову, яка вражає дворян, що змушує Юліуса отруїти його вино, а потім не дозволити Мії його лікувати. Надходить новина, що король був убитий, і Юліус зухвало зізнається всім, що він усе це спланував, щоб стати королем. Фернанд одужує, розкриваючи, що він знав, що планував Юліус; Мії про змову розповів син маркіза Приза. Король також живий, убивць Юліуса знищила Хімарі. Юліус розлючений, коли дворяни відмовляються від нього. Міа розриває їхні заручини та публічно засуджує його та своїх батьків за знущання, а потім продаж Філії. Не бажаючи бачити далі своєї зарозумілості, Юліус намагається підкупити всіх, щоб вони звинуватили Мію в усьому, але навіть Приз відвертається від нього. Король, який спостерігав за всім, переодягнувшись у слугу, розкриває себе і особисто протистоїть Юліусу. | |                               |              |                                            |                         |
| 10 | «Те, що я хочу захистити» Транслітерація: «Mamoritai Mono» (яп. 守りたいもの) | Мінорі Мізуно                 | Кейічіро Очі | Масамі Ватанабе                            | 12 червня 2025          |
| Король розкриває, що покращені ліки Філії повністю його вилікували, тому він заарештовує Юліуса, батьків Мії та Приза за державну зраду. Лицарям Парнакорти дозволено в'їзд до Ґіртонії. Разом з Ґрейс та її сестрами Філія створює коло над Парнакортою та Болмерном, але через монстрів, які вже перебувають у Ґіртонії, мана порушується, залишаючи Ґіртонію незахищеною. Філія планує вирушити до Ґіртонії, але їй заважає Райхардт, оскільки Філія є Святою Парнакорти й не може просто так кинутися в інше королівство. Ерза погоджується, оскільки Ґіртонія надто близько до місця, де з'явиться Асмодей. Освальд заступається за Філію, як і Ґрейс, яка пропонує продовжувати підтримувати коло, щоб воно не зруйнувалося, коли Філія піде. У Ґіртонії Міа сама кидається на монстрів, що вона завжди й планувала зробити, маючи намір вчинити самогубство через свою провину за жорстоке поводження з Філією. Філія прибуває в останню секунду, коли Міа втрачає свідомість. З розширенням кола до його належного розміру лицарі можуть відтіснити ослаблених монстрів, поки Філія лікує Мію. Юліус тікає і викрадає перстень Фіанни заради помсти, але в ту мить, як він одягає його, його охоплює демонічна магія. Перш ніж хтось у Ґіртонії встигає відсвяткувати перемогу в битві, Юліус захоплює тронний зал і протистоїть Філії та Мії. | |                               |              |                                            |                         |
| 11 | «Архидемон Асмодей» Транслітерація: «Dai Akuma Asumodeusu» (яп. 大悪魔アスモデウス) | Йошіхіто Нішоджі              | Кейічіро Очі | Йошіхіто Нішоджі                           | 19 червня 2025          |
| Лицарі відступають з пораненим Королем і Фернандом, залишаючи Філію та її друзів віч-на-віч з Юліусом, одержимим Асмодеєм. Бажаючи залишитися з Філією наодинці, Асмодей викликає тіньових демонів, щоб убити її друзів, підриває замок, бере Гільдеґард у заручники та дражнить Філію тим фактом, що Гільдеґард насправді її мати. Філія шокована на кілька секунд, але швидко опановує себе і встигає врятувати Гільдеґард. Асмодей кидається, щоб вдарити Ерзу, але помилково ранить Філію. Байдужий Асмодей заявляє, що витягне душу Фіанни з пошкодженого тіла Філії та використає її для воскресіння Фіанни, після чого телепортує Філію геть. Ерза відкриває, що він переніс Філію в Лімб. У Лімбі Філія заражає Асмодея своєю Святою магією, змушуючи його демонічну душу покинути Юліуса і втекти. Їй вдається надіслати магічне повідомлення своїм друзям, визнаючи Гільдеґард своєю матір'ю і прощаючись на випадок, якщо вона помре. Вирішивши, що Освальд є найбільш підходящим, Ерза та Маммон телепортуються до Лімбу з ним, щоб допомогти Філії, поки всі інші залишаються, щоб розібратися з рештою тіньових демонів. Асмодей розкриває, що витратив 200 років на створення ідеальної ляльки Фіанни, щоб помістити в неї її душу та спогади. Коли Філія відмовляється, Асмодей погрожує вбити Юліуса, якщо вона не віддасть душу Фіанни. Філія погоджується, але лише як відволікання, оскільки Освальд з'являється позаду них і відрубує Асмодею руку. | |                               |              |                                            |                         |
| 12 | «Занадто досконала свята: покинута нареченим, тепер в іншому королівстві» Транслітерація: «Kanpeki Sugite Kawaige ga Nai to Konyaku Haki Sareta Seijo wa Ringoku de―» (яп. 完璧すぎて可愛げがないと婚約破棄された聖女は隣国で―) | Шую Ватанабе & Дзюн Такахаші  | Кейічіро Очі | Хірокі Хаяші, Мінорі Мізуно & Шую Ватанабе | 26 червня 2025          |
| Прагнучи врятувати близьких, Філія отримує силу від духу Фіанни, викликає священний меч Ель Нортія та розтинає душу Асмодея навпіл, навічно запечатуючи її. Після цього Філія дізнається від Хільдегарди, що її справжній батько був цілителем, який помер під час епідемії. Повернувшись до Парнакорти, Філія зізнається Освальту, що він змусив її полюбити це місто, і він освідчується їй у коханні. Філія, після роздумів, зізнається у взаємних почуттях. | |                               |              |                                            |                         |

## Сприйняття
До грудня 2024 року тираж серії становив понад 1,5 мільйона примірників.

## Нотатки
1. 1 2  Телеканал TV Tokyo призначив прем'єру серіалу на 9 квітня 2025 року о 24:00, що фактично означає 10 квітня опівночі за японським часом.
2. ↑  Епізоди виходять на платформах ABEMA, U-NEXT, Anime Hōdai, Crunchyroll та симуляторах Plus Media Networks Asia за тиждень до їхнього телевізійного показу.
3. ↑  Цей епізод вийшов в ефір о 12:41 за японським часом, через 41 хвилину після оригінального часу на телеканалі TV Tokyo[29].